# Ґродзицьк-Олдакі
Ґродзицьк-Олдакі (пол. Grodzick-Ołdaki) — село в Польщі, у гміні Анджеєво Островського повіту Мазовецького воєводства.
Населення — 67 осіб (2011).
У 1975-1998 роках село належало до Ломжинського воєводства.

## Демографія
Демографічна структура станом на 31 березня 2011 року:
|          | Загалом | Допрацездатний вік | Працездатний вік | Постпрацездатний вік |
| -------- | ------- | ------------------ | ---------------- | -------------------- |
| Чоловіки | 30      | 8                  | 19               | 3                    |
| Жінки    | 37      | 10                 | 19               | 8                    |
| Разом    | 67      | 18                 | 38               | 11                   |